# عملیات گلادیو
عملیات گلادیو (به انگلیسی:  Gladio Operation و به‌طور مخفف GLADIO)، در ۲۶ نوامبر ۱۹۵۶ (۱۵ فروردین ۱۳۲۸) با هدف دفاع جمعی در رم پایه‌گذاری شد و در ۲۷ ژوئیه ۱۹۹۰ به‌طور رسمی انحلال آن اعلام گردید. گلادیو نام رمزنگاری‌شده برای چندین عملیات مخفیانه مسلحانه بود که ابتدا در کشورهای اتحادیه اروپای غربی (WU) و سپس در کشورهای عضو ناتو برای مقابله با نفوذ شوروی و پیمان ورشو طراحی و اجرا می‌شد.
گلادیو که در زبان لاتین به معنای شمشیر دولبه کوتاه گلادیاتورها هست اگرچه اسم رمز شبکه مخفی ایتالیایی تحت کنترل ناتو می‌باشد اما به‌طور عموم به کلیه شبکه‌های مخفی تحت کنترل ناتو در سایر کشورهای اروپایی نیز گفته می‌شود.

## کشف گلادیو و فعالیت‌هایش
در سال۱۹۸۴ تحقیقات مجدد یک قاضی ایتالیایی به نام فلیس کاسون (Felice Casson) بر روی یک پرونده تروریستی مختومه نشان داد که بسیاری از ترورها و کشتارهای بعد از جنگ جهانی دوم در ایتالیا توسط گروه‌های راست تندرو صورت گرفته در حالی که پیش از این، بیشتر مردم گمان می‌کردند که عامل بیشتر این کشتارها کمونیست‌ها و گروه‌های چپی مانند بریگاد سرخ می‌باشند. با آغاز جنگ سرد قتل، ترور و بمب‌گذاری در ایتالیا رویدادی رایج شده بود. بر طبق آمار موجود، بین سال‌های ۱۹۶۹ تا ۱۹۸۷ در ایتالیا حدود هزار و پانصد حادثه تروریستی رخ داد. تحقیقات کاسون نشان می‌داد که گروه‌های راست تندرویی که توسط شبکه‌ای تحت نظر سازمان جاسوسی آژانس اطلاعات مرکزی آمریکا و یک شبکه اطلاعاتی-نظامی وابسته به ناتو قرار داشته و تأمین و هدایت می‌شدند، اقدام به انجام عملیات‌های بزرگی با تلفات بالا می‌کردند. این عملیات‌ها که گاهی شهروندان عادی را نیز هدف قرار می‌داد با آگاهی یا حتی دخالت برخی از مقامات آمریکایی یا CIA صورت می‌گرفت تا با نسبت دادن آن عملیات‌ها به چپ‌ها، نفرت عمومی نسبت به گروه‌های چپ را موجب شود. این اطلاعات همچنین نشان می‌داد که این شبکه تنها به ایتالیا محدود نمی‌شده و شبکه‌های مشابهی با نام‌های دیگر در سرتاسر اروپا مشغول به فعالیت بوده‌اند. در پی افزایش فشار برای افشای راز ترورهای سیاسی این کشور، در ۲۴ اکتبر ۱۹۹۰، جولیو آندروئوتی نخست‌وزیر وقت، مجبور شد در مجلس حضور یابد و به وجود شبکه گلادیو که از سال ۱۹۵۶ توسط CIA و سرویس‌های مخفی ایتالیایی ایجاد شده بود، برای هدایت و ایجاد این اقدامات تروریستی در ایتالیا اعتراف کند.

## حضور گلادیو در کشورهای غیر عضو ناتو
گلادیو در کشورهای غیر عضو ناتو نیز حضوری فعال و گسترده داشته است. در گزارش‌ها و اعترافات مقامات ایتالیایی و آمریکایی حضور و فعالیت‌های گسترده عملیات گلادیو در کشورهای سوئد، سوئیس، اسپانیا، فنلاند، اتریش و... به وضوح دیده می‌شود. به‌طور مثال، در سال ۱۹۷۷ پیش از پیوستن اسپانیا به ناتو و حدود کمتر از یکسال بعد از مرگ فرانسیسکو فرانکو، حضور و فعالیت گلادیو در قتل عام آتوچا در مادرید که منجر به قتل پنج نفر از جمله چندین وکیل از اعضای اتحادیه کارگری و زخمی شدن ۸ نفر دیگر گردید کاملا مشهود است. فعالیت‌های ‌گلادیو چنان‌ مخفیانه بوده که آدولف سوارس اولین نخست‌وزیر اسپانیا بعد از دیکتاتوری فرانکو، بعدها اظهار نمود که نام گلادیو را  نه تنها در آن زمان، حتی در زمان پیوستن اسپانیا به ناتو نیز نشنیده بوده و از حضور و فعالیت این سازمان در کشورش کاملا بی‌خبر بوده است. همچنین در سال ۲۰۰۵ مورخ سوئیسی دانیل گانسر در کتاب خود ارتش‌های مخفی ناتو، گلادیو را متهم به سعی داشتن در مداخله در سیاست، حکومت و راهبرد دیگر کشورها از طریق ابزار پرچم دروغین (استراتژی انجام عملیات‌های تروریستی و متهم کردن دیگر گروه‌ها و احزاب به انجام آن عملیات‌ها) می‌کند. گانسر ادعا می‌کند که در موارد مختلف، گلادیو در جنبش های تروریستی، جنایت و تلاش برای کودتای راست گرایانه مرتبط است.  گانسر اظهار می‌دارد كه واحدهای گلادیو با ناتو و CIA همکاری نزدیكی داشته و گلادیو به خصوص در ایتالیا مسئول حملات تروریستی علیه مردم غیرنظامی خود است.

## ادامه حیات گلادیو بعد از جنگ سرد
عملیات گلادیو به باور بسیاری از کارشناسان و حتی سیاستمداران بعد از پایان جنگ سرد و اعلام رسمی انحلالش هم به حضور و فعالیت خود در برخی از کشورها ادامه داده است.

### ادامه حیات گلادیو در ترکیه
کنترا گریلا یک نیروی نظامی در کشور ترکیه می‌باشد که دلایل بسیار بر وابستگی ان به عملیات گلادیو موجود می‌باشد. این نیرو در ابتدا برای عملیات‌های مخفیانه و ضد گروه‌های کمونیستی ایجاد شد. هدف اصلی این نیرو مقابله با عملیات‌های شوروی یا نیروهای کمونیستی در ترکیه بوده. به باور بسیاری از کارشناسان و مردم نیروهای کنترا گریلا به خاطر کنش‌های خشونت‌آمیز حل‌نشدهٔ پرشماری مسئول هستند.این نیروها به‌خصوص در دوران جنگ سرد در ترکیه نقش پر رنگی داشته که می‌توان به برخی از مهمترین رویداد‌های سیاسی ترکیه مانند کودتاهای نظامی ۱۹۷۱ و ۱۹۸۰ اشاره کرد.
نیروهای مسلح ترکیه هرچند می‌پذیرند که این نیروها وظیفه دارند با هر دخالت ممکنی برخورد کنند، اما همواره تعلق واحد کنترا گریلای به گلادیو و فعالیت در عملیات‌های تحت نفوذ CIA را رد کرده‌اند. نیروهای کنترا گریلا پس از فروپاشی اتحاد جماهیر شوروی برای حمله به مواضع نیروهای  پ.ک.ک مورد استفاده قرار گرفته است، که از آن زمان به بعد به عنوان بزرگترین تهدید علیه ایجاد صلح در ترکیه در نظر گرفته می‌شوند. همچنین محمدعلی آغجا که در یک عملیات تروریستی سعی در به قتل رساندن پاپ ژان پل دوم را داشت، در اواخر دههٔ ۱۹۷۰ بخشی از این نیروها بود. وجود نیروهای کنترا گریلا کاملا مخفی بوده و تا سال ۱۹۷۱ که توسط بازماندگان حادثهٔ زیوَربَی افشا شد، افکار عمومی از وجود آن کاملا بی‌خبر بودند. اما افشای رسمی وجود چنین نیرویی در ۲۶ سپتامبر ۱۹۷۳ نخست وزیر بولنت اجویت صورت گرفت. اجویت بیست روز بعد هدف تیراندازی قرار گرفت، اما جان سالم به در برد. پس از او تورگوت اوزال نیز به صحبت کردن آشکار دربارهٔ این مسئله پرداخت که او نیز به صورت مشابهی از یک سوءقصد جان به در برد. این موضوع از سال ۱۹۹۰ دست‌کم ۲۷ بار در مجلس مورد طرح قرار گرفت، هرچند هیچ بررسی موفقیت‌آمیزی دربارهٔ آن صورت نگرفته و نمایندگان حزب حاکم همواره از هر حزب و جایگاهی که بوده‌اند با بررسی آن مخالف کرده‌اند.

## برخی از مهمترین عملیات‌های گلادیو
- ترور آلدو مورو نخست‌وزیر وقت ایتالیا در ماه مه سال ۱۹۷۸ که به مرگ وی منجر شد.[۱۸]
- حمله به ایستگاه بولونیا در ماه مه ۱۹۸۰ بزرگترین عملیات تروریستی بود که طی قرن ۲۰ کشورهای اروپایی شاهد آن بودند و طی آن ۸۵ شهروند ایتالیایی کشته و ۲۰۰ نفر زخمی شدند.[۱۹]
- عملیات آتوچا که به کشته شدن ۵ نفر از فعالان اتحادیه کارگری و زخمی شدن ۸ نفر در مادرید اسپانیا منجر گردید.[۲۰]